# سیارک ۲۲۲۵۳

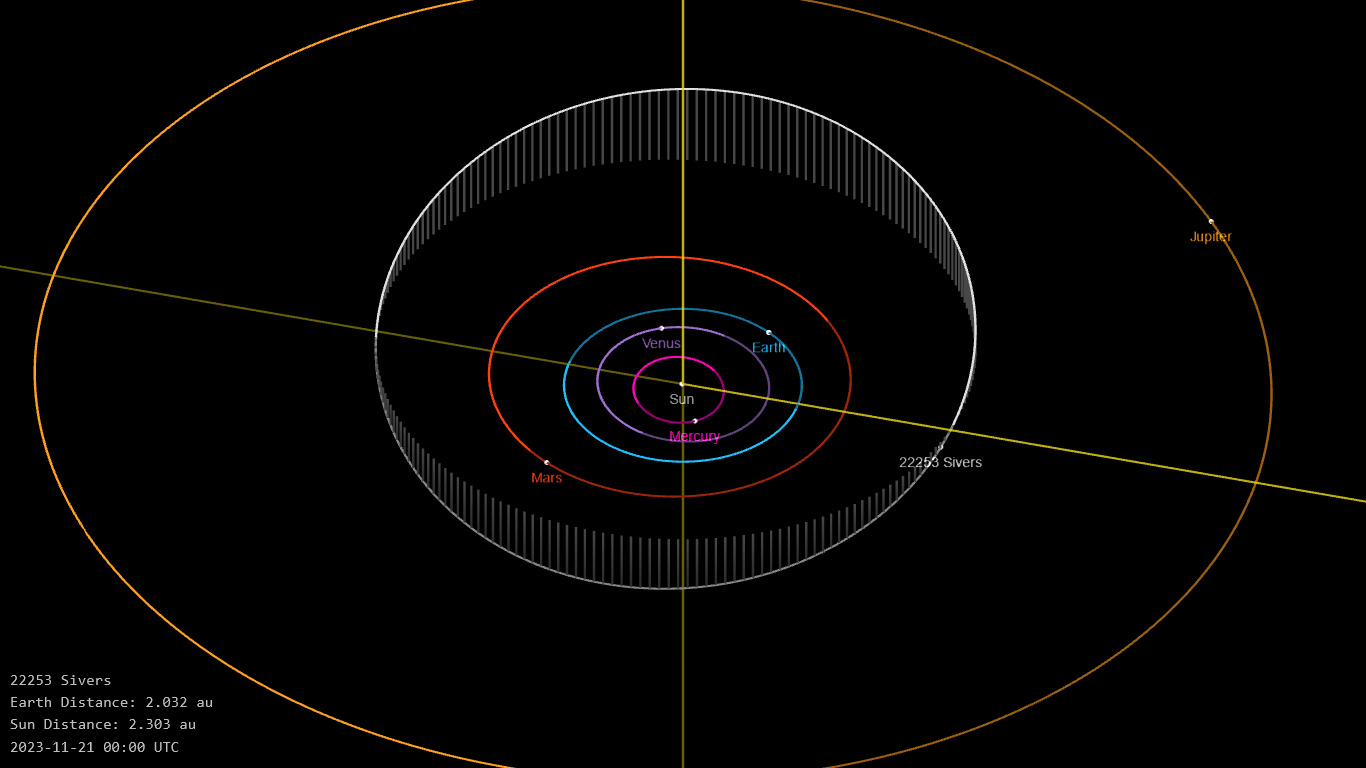
نمایی از محل قرارگیری سیارک ۲۲۲۵۳ در مدار – ۲۰۲۳

سیارک ۲۲۲۵۳ (به انگلیسی: 22253 Sivers، نامگذاری:1978SU7) بیست و دو هزار و دویست و پنجاه و سومین سیارک کشف شده‌است که در ۲۶ سپتامبر ۱۹۷۸ کشف شد.
قدر مطلق سیارک برابر ۳۰.۹ است.